# Henri Feur
Henri Feur (* 18. Juli 1837 in Bordeaux; † 18. Mai 1926) war ein französischer Glasmaler, der hauptsächlich Bleiglasfenster für Kirchen im Südwesten Frankreichs schuf. Er übernahm 1877 die Werkstatt von Joseph Villiet, die 1850 in Bordeaux gegründet wurde.
Sein Sohn Marcel Feur übernahm 1908 die Glasmalerwerkstatt, die sich im Haus Cours de l'Yser Nr. 61 in Bordeaux befand.

## Werk (Auswahl)

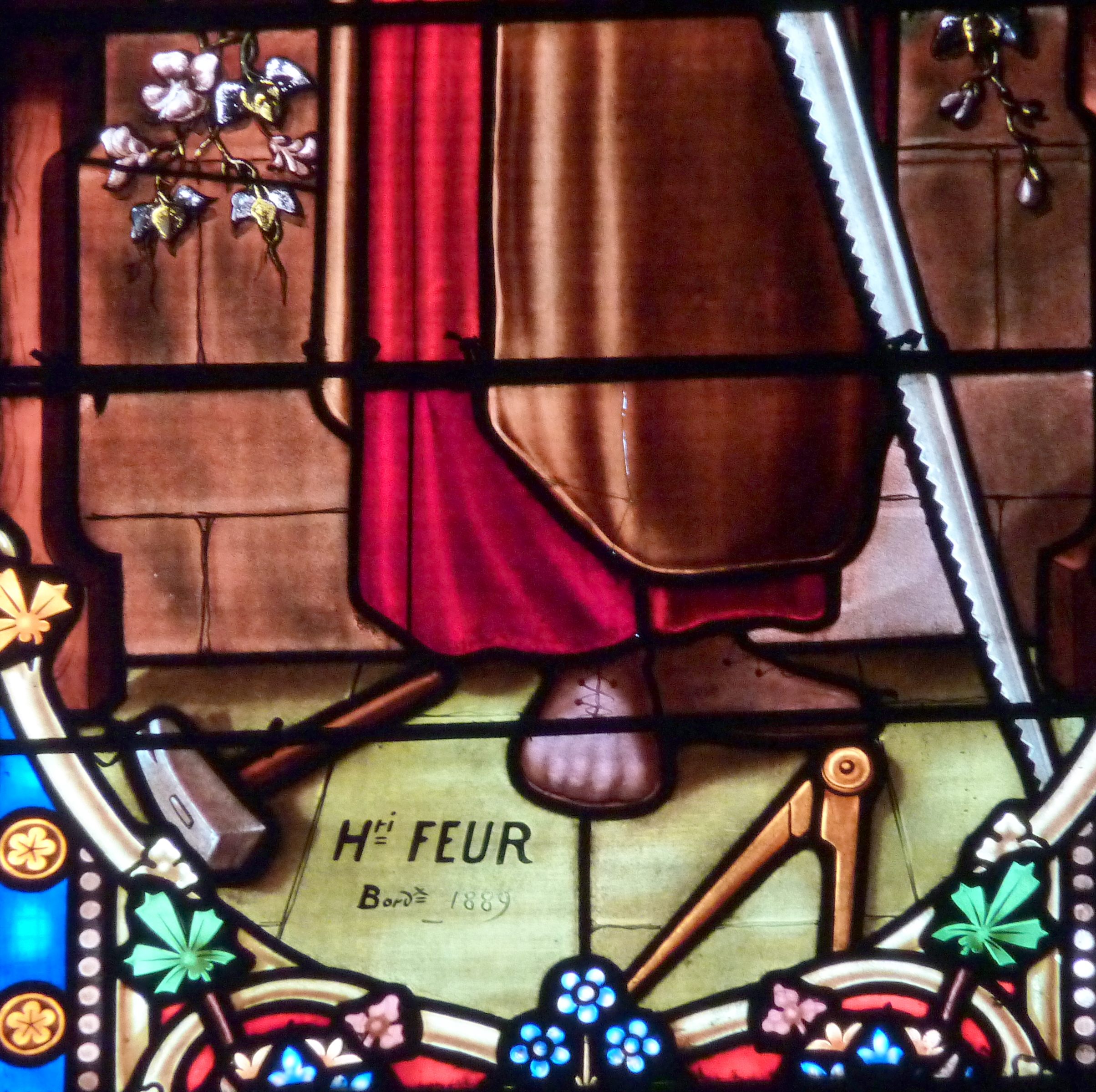
Signatur von Henri Feur auf einem Fenster der Kirche Sainte-Eulalie in Bordeaux (1889)

- 1889: Pfarrkirche Sainte-Eulalie in Bordeaux
- 1899: Pfarrkirche Saint-Pierre-ès-Liens in Pomport
- Pfarrkirche Saint-Pierre-ès-Liens in Bourdeilles
- drei Fenster in der ehemaligen Kapelle Notre-Dame du Lot in Aiguillon (heute Musée municipal)
- Pfarrkirche Saint-Félix in Aiguillon (Fenster mit der Darstellung der Taufe Christi)
- Pfarrkirche Sainte-Croix in Aixe-sur-Vienne (sechs Fenster)
- Pfarrkirche Notre-Dame in Barbaste (zwölf Fenster)
- Pfarrkirche Saint-Georges in Billy-lès-Chanceaux (Fenster mit der Darstellung der Krönung Mariens)
- Kapelle Sacré-Coeur der Kathedrale Saint-André in Bordeaux (fünf Fenster)
- Pfarrkirche St. Louis des Chartrons in Bordeaux (Kreuzwegstationen aus Email)
- Pfarrkirche Saint-Sulpice in Boudy-de-Beauregard (fünf Fenster)
- Pfarrkirche Saint-Saturnin in Capian (acht Fenster)
- Pfarrkirche, ehemaliges Priorat, Saint-Sauveur in Castelsarrasin
- Pfarrkirche Notre-Dame de l'Assomption in Le Château-d’Oléron (sechs Fenster)
- Kirche St. Marie Madeleine, Rennes le Chateau, 1897 (5 Fenster)